# Shinichiro Tani
Shinichiro Tani (谷 真一郎, Tani Shinichiro) est un footballeur japonais né le 13 novembre 1968 dans la préfecture d'Aichi au Japon.